# Johann Peter de Landas
Johann Peter de Landas (* 12. Juni 1703 in Elberfeld (heute Stadtteil von Wuppertal); † Dezember 1768 ebenda) war Bürgermeister von Elberfeld.
Der Vater von Peter de Landas, Nikolaus de Landas (1667–1730), war mit seinem Vater Jean Jacques Antoine Victor de Landas (1622–1723) nach der Aufhebung des Ediktes von Nantes und der damit verbundenen Verfolgung der Protestanten von Frankreich ins Bergische Land geflohen, wo er zunächst in Solingen und später in Elberfeld als französischer Sprachlehrer arbeitete. In Elberfeld lernte Nikolaus de Landas Helena Plücker, die Enkelin des mehrfachen Bürgermeisters Kaspar Plücker (1614–1665), kennen, die er dort heiratete.
Peter de Landas selbst begann als Kaufmann in Elberfeld. Er heiratete dort am 25. Januar 1724 Helena Katharina Schlösser (1697–1783), mit der er fünf Kinder hatte, von denen aber zwei kurz nach der Geburt starben. Peter de Landas wurde 1749 erstmals zum Bürgermeister vorgeschlagen und auch gewählt. Im Jahr darauf wurde er Stadtrichter und 1751 war er Ratsmitglied. Im Jahr 1759 wurde er nochmal für das Amt des Bürgermeisters vorgeschlagen und wieder gewählt. 1760 war er somit zum zweiten Mal Stadtrichter.